# المصلى (المركز)

تعديل مصدري - تعديل

 المصلى  إحدى حارات مدينة قرية المركز بمحافظة إب، بلغ تعداد سكانها 169 نسمة حسب تعداد اليمن لعام 2004.